# Nightmare Beach - La spiaggia del terrore
Nightmare Beach - La spiaggia del terrore (Nightmare Beach) è un film del 1988 diretto da Umberto Lenzi con lo pseudonimo di Harry Kirkpatrick. Fu girato negli Stati Uniti, e dopo una breve apparizione nei cinema italiani nell'estate 1988, distribuito dalla Columbia Tristar, negli anni 2000 viene editato in dvd dalla Stormovie.

## Trama
In una località balneare della Florida, Diablo, il capo di una gang motociclistica, viene mandato sulla sedia elettrica per aver ucciso una ragazza ma è stato un errore giudiziario compiuto dal poliziotto Strycher infatti il vero killer colpisce altre diverse volte. Skip, con l'aiuto di Gail, si mette in cerca del suo amico Ronnie anche lui vittima del killer motociclista che uccide le sue vittime folgorandole.

## Promozione

### Slogan
- «Oltre la realtà l'incubo, oltre l'incubo...».